# Різдвяна вулиця (Київ)
Різдвяна ву́лиця — вулиця в Солом'янському районі міста Києва, селище Жуляни. Пролягає від вулиці вулиці Каменярів до кінця забудови.

## Історія
Виникла як безіменна дорога від Совок у бік Жулян. Сучасна назва — з 2015 року.